# Сыропятское (село)
Сыропя́тское — село в Кормиловском районе Омской области России, административный центр Сыропятского сельского поселения.
Основано в 1768 году .
Население — 1199 чел. (2010)

## География
Село расположено в лесостепи в пределах Барабинской низменности, относящейся к Западно-Сибирской равнине, на правом берегу реки Омь. Распространены чернозёмы обыкновенные и лугово-чернозёмные солонцеватые и солончаковые почвы. Высота центра населённого пункта — 80 метров над уровнем моря.
По автомобильным дорогам село расположено в 22 км к западу от районного центра посёлка Кормиловка и 37 км к востоку от областного центра города Омск. Ближайшая железнодорожная станция Сыропятское расположена в 16 км к югу от села.
Климат умеренный континентальный (согласно классификации климатов Кёппена-Гейгера — тип влажный континентальный климат). Среднегодовая температура положительная и составляет + 1,2° С, средняя температура самого холодного месяца января − 17,9 °C, самого жаркого месяца июля + 19,2° С. Многолетняя норма осадков — 391 мм, наибольшее количество осадков выпадает в июле — 62 мм, наименьшее в феврале-марте — по 14 мм
Часовой пояс
Сыропятское, как и вся Омская область находится в часовой зоне МСК+3. Смещение применяемого времени относительно UTC составляет +6:00.

## История
Основано в 1768 году. С 1782 года в составе Сыропятской волости Омского уезда. В 1791 году часть крестьян из села решила переселиться на озеро Чаны.
С 1897 года, в село стали прибывать переселенцы из Европейской части России (Орловской, Рязанской и других губерний). В 1914 году село Сыропятское разделилось на два самостоятельных сельских общества — правобережной и левобережной, а Сыропятская волость была разделена на Кормиловскую и Густафьевскую. Центр Кормиловской волости перенесён в посёлок Станционно-Богдановское. Сюда же была переведена сельская больница. В Сыропятском приходе было три кирпичных и два гончарных завода, несколько ветряных мельниц, маслодельные заводы (молоканки), винная и пять мелочных лавок, хлебозапасный магазин, приёмные покои с врачом и фельдшером. Был ветеринарный врач. Кроме этого, в приходе было три училища, бесплатная народная читальня, которой заведовал учитель.
Развитие села задержала Первая мировая война. Большинство трудоспособных мужчин было призвано на военную службу. Стали сокращаться посевные площади и поголовье скота. Во время гражданской войны 16 ноября 1919 года произошёл бой между красными и белыми войсками. Белые войска из села были выбиты и красные вышли на железную дорогу и смогли отрезать эшелоны белых, отступавших из Омска.
В годы коллективизации в селе был образован колхоз.
В период Великой Отечественной войны из 286 мужчин, призванных по Сыропятскому сельскому совету, 181 погиб на фронте, пятеро пропали без вести.

## Население
| 2010 |
| ---- |
| 1199 |